# Васильевка (Хлеборобное сельское поселение)
Васи́льевка — хутор в Целинском районе Ростовской области.
Входит в состав Хлеборобного сельского поселения.

## Население
| 2010 |
| ---- |
| 171  |

## Улицы
- ул. Солнечная,
- пер. Школьный,
- пер. Юбилейный.